# Nemesia athiasi
Espèce
Synonymes
- Nemesia gravieri Frade & Bacelar, 1931

Nemesia athiasi est une espèce d'araignées mygalomorphes de la famille des Nemesiidae.

## Distribution
Cette espèce se rencontre au Portugal et en Espagne.

## Description
Les mâles mesurent de 11,2 à 14,9 mm et les femelles de 13,3 à 20,0 mm.
Les mâles mesurent de 9,4 à 13,9 mm et les femelles de 12,6 à 18,4 mm.

## Systématique et taxinomie
Cette espèce a été décrite par Franganillo en 1920.
Nemesia gravieri a été placée en synonymie par Decae, Cardoso et Selden en 2007.

## Étymologie
Cette espèce est nommée en l'honneur de Mark Anahory Athias.

## Publication originale
- Franganillo, 1920 : « Contribution à l'étude des arachnides du Portugal. » Boletim da Sociedade Portuguesa de Ciencias Naturais, vol. 8, p. 138-144 (texte intégral).